# Kup NS BiH 1998-1999
La Kup Nogometnog saveza Bosne i Hercegovine 1998-1999 è stata la quinta edizione della coppa dei Bosgnacchi (le altre etnie della Bosnia Erzegovina disputavano altre coppe: la Kup Herceg-Bosne per i croati e la Kup Republike Srpske per i serbi) e si è conclusa con la vittoria finale del Bosna Visoko, al suo primo titolo.
Fra le tre coppe, questa era l'unica riconosciuta dalla UEFA.

## Novità
Non venne confermato l'accordo tra la NS BiH (la federazione dei Bosgnacchi) e la NS HB (quella dei croati di Bosnia ed Erzegovina) per far disputare la finale tra le vincitrici delle rispettive coppe.

## Quarti di finale
| Squadra 1           | Totale          | Squadra 2    | Andata | Ritorno |
| ------------------- | --------------- | ------------ | ------ | ------- |
| Travnik             | 2 - 4           | Bosna Visoko | 2 - 1  | 0 - 3   |
| Zmaj od Bosne Tuzla | 0 - 3           | Sarajevo     | 0 - 0  | 0 - 3   |
| Željezničar         | 0 - 0 (4-3 dtr) | Čelik Zenica | 0 - 0  | 0 - 0   |
| Sloboda Tuzla       | 0 - 0 (4-2 dtr) | Đerzelez     | 1 - 0  | 0 - 1   |

## Semifinali
| Squadra 1     | Totale          | Squadra 2    | Andata | Ritorno |
| ------------- | --------------- | ------------ | ------ | ------- |
| Sarajevo      | 1 - 1 (3-1 dtr) | Željezničar  | 1 - 0  | 0 - 1   |
| Sloboda Tuzla | 3 - 3 (3-4 dtr) | Bosna Visoko | 3 - 0  | 0 - 3   |

## Finale
| Arbitro: | Edvin Medić (Bihać) |

| |            | |
| | Marcatori  | 113’ Džafić |
| Dedić (Jusufbegović) Smječanin Ahmetović (Nouken) Duro Suljagić Zukić (Selimović) Ihtijarević Begić Šaranović Džidić Smailagić | Formazioni | Bečirović Seferović (Fočić) Hadžiahmetović Bešlija Geca Hadžispahić Džafić Mekić (Memić) Prepoli Hota Vranić (Baručić) |
| Sead Jasenković | Allenatori | Nermin Bukva |